# ヴィーズマン・プロジェクト・サンダーボール
ヴィーズマン・プロジェクト・サンダーボール (Wiesmann Project Thunderball) はヴィーズマンが製造する初の電気自動車である。

## 概要
プロジェクト・サンダーボールはヴィーズマン初となる電気自動車で、2023年にロンドンで開催されたサロン・プリヴェで実写が初公開された。
ヴィーズマンは2013年に一度破産しており、2016年IT企業のコンテック・グローバル社に買収された。プロジェクト・サンダーボールは買収後初めて発表された車種となる。
アルミニウム製モノコックにカーボンファイバー製ボディが組み合わされる。リアアクスルに二基のモーターを搭載し、最高出力680PS、最大トルク112kg-mを発揮する。このパワートレインはドイツのスポーツカーメーカーであるロディング・オートモビルと共同開発によるもの。
バッテリーもロディング製で、航続距離は約500km。0-100km/hは2.9秒。
カーボンファイバー製のダッシュボードには大型スクリーンと7つのアナログ式ダイヤルが取り付けられている。

## 参照
1. ↑   https://www.autocar.jp/post/830936
2. ↑   https://www.autocar.jp/post/927222